# Святий Павло (лінійний корабель, 1743)
Святи́й Павло́ — 80-гарматний лінійний корабель Балтійського флоту Російської імперії.

## Історія
Корабель закладений 2 вересня 1741 року на Санкт-Петербурзькому Адміралтействі під керівництвом корабельного майстра Ф. Осокіна.
17 квітня 1743 року спущений на воду й включений до складу Балтійського флоту.
У червні-вересні того ж року здійснював практичні плавання у Фінській затоці.
Влітку наступного року здійснював маневри поблизу Красної Горки.
У 1746 році в складі ескадри перебував у практичному плаванні у Фінській затоці. 22-23 липня брав участь в показових навчаннях поблизу Ревеля.
Потому в море більше не виходив. У 1756 році розібраний в Кронштадті.

## Командири корабля
| Період командування | Військове звання           | Командир корабля       |
| ------------------- | -------------------------- | ---------------------- |
| 1743                |                            | А. В. Дмитрієв-Мамонов |
| 1743–1744           |                            | Д. Кенеді              |
| 1744                | капітан полковничого рангу | І. Черевін             |
| 1746                |                            | Д. Ніклас              |